# Левелок (Аљаска)
Левелок (енгл. Levelock) насељено је место без административног статуса у америчкој савезној држави Аљаска.

## Демографија
По попису из 2010. године број становника је 69, што је 53 (-43,4%) становника мање него 2000. године.
| Група             | 2000.    | 2010.     |
| Белци             | 6 (4,9%) | 7 (10,1%) |
| Афроамериканци    | 0 (0,0%) | 0 (0,0%)  |
| Азијати           | 0 (0,0%) | 0 (0,0%)  |
| Хиспаноамериканци | 3 (2,5%) | 0 (0,0%)  |
| Укупно            | 122      | 69        |